# Nowotiahynka
Nowotiahynka (ukr. Новотягинка) – wieś na południu Ukrainy, w obwodzie chersońskim, w rejonie biłozerskim. Położona na prawym brzegu Dniepru. Miejscowość liczy 692 mieszkańców.

## Historia
Wieś założona w 1863 roku. Pierwsi osadnicy pochodzili z położonej w tym rejonie Darjiwki. W 1887 roku odnotowano tutaj 77 zagród zamieszkiwanych przez 306 mieszkańców.